# Saint-Martin-le-Colonel
 Saint-Martin-le-Colonel  là một xã thuộc tỉnh Drôme trong vùng Auvergne-Rhône-Alpes đông nam nước Pháp.